# Balaganur, Gadag
Balaganur là một làng thuộc tehsil Gadag, huyện Gadag, bang Karnataka, Ấn Độ.